# Nanakvada
Nanakvada is een census town in het district Valsad van de Indiase staat Gujarat. 

## Demografie
Volgens de Indiase volkstelling van 2001 wonen er 8339 mensen in Nanakvada, waarvan 51% mannelijk en 49% vrouwelijk is. De plaats heeft een alfabetiseringsgraad van 84%. 